# Czachówek (Mazovie)
Pour les articles homonymes, voir Czachówek.
Czachówek (prononciation : [t͡ʂaˈxuvɛk]) est un village polonais de la gmina de Góra Kalwaria dans le powiat de Piaseczno de la voïvodie de Mazovie dans le centre-est de la Pologne.

## Géographie
Il se situe à environ 10 kilomètres à l'ouest de Góra Kalwaria (siège de la gmina), 12 kilomètres au sud de Piaseczno (siège du powiat) et à 29 kilomètres au sud de Varsovie (capitale de la Pologne).

## Histoire
De 1975 à 1998, le village appartenait administrativement à la voïvodie de Varsovie.